# 제이크 토머스
제이크 토머스(Jake Thomas, 1990년 1월 30일 ~ )는 미국의 배우이다.

## 출연 작품
- A.I. - 마틴 스윈톤 역
- 리지 맥과이어 - 매튜 맷 맥과이어 역
- 크리스마스 대소동 2 - 서드 존슨 역
- 사커독 2 - 유럽컵